# Borki
Borki [pronunciación en polaco: /ˈbɔrki/] es un pueblo en el distrito administrativo de Gmina Jędrzejów, dentro del condado de Jędrzejów, voivodato de Świętokrzyskie, en el centro-sur de Polonia. Se encuentra aproximadamente a 4 kilómetros al este de Jędrzejów y 35 kilómetros al suroeste de la capital regional Kielce.